# Абузар-е-Гаффарі
Абузар-е-Гаффарі (перс. ابوذر غفاری) — невелике місто на південному заході Ірану, у провінції Хузестан. Входить до складу шахрестану Шуш і є південно-східним передмістям його однойменного центру.
На 2006 населення становило 8 493 осіб.

## Географія
Місто розташоване на заході Хузестану, у північній частині Хузестанської рівнини, на висоті 78 метрів над рівнем моря.
Абузар-е-Гаффарі розташований на відстані приблизно 100 кілометрів на північ від Ахваза, адміністративного центру провінції і на відстані 475 кілометрів на південний захід від Тегерана, столиці країни.